# Матиас Шлайден
Матиас Якоб Шлайден (на немски: Matthias Jacob Schleiden) е германски ботаник, основоположник, заедно с Теодор Шван, на клетъчната теория (1838 – 1839). В ботаниката неговото официално съкратено име е „Шлайд“.

## Биография
Роден е на 5 април 1804 г. в Хамбург, Германия. Първоначално следва правни науки в Хайделбергския университет и през 1826 г. получава научната степен доктор по право. След това се връща в родния си град Хамбург и практикува професията адвокат до 1831 г. Заниманията не го задоволяват и през 1832 г. записва да следва медицина в Гьотингенския университет. Тогава се заражда любовта му към природните науки, по-специално ботаниката. През 1835 г. заминава за Берлин, следва при професор Йохан Хорхел и се занимава най-вече с биология на растенията. От 1850 г. е професор в университета в Йена.
Умира на 23 юни 1881 година във Франкфурт на Майн.